# Giorgio Santiano
(Giorgio Santiano, Auf wiedersehen a Diano Marina)
Giorgio Santiano (Pinerolo, 1932 – Pinerolo, 1993) è stato un pianista e compositore italiano.

## Biografia
Studia pianoforte al Conservatorio Giuseppe Verdi di Torino, e nello stesso periodo inizia ad esibirsi come pianista in alcune orchestre, fino a formare un complesso a proprio nome, con Paolo Comorio alla voce e chitarra e Pino Villa al contrabbasso ed alla voce, con cui si esibisce in Piemonte, Lombardia e Liguria, soprattutto a Diano Marina.
Ottenuto un contratto con la Embassy, incide alcuni standard del periodo con alcune sue composizioni; fonda poi un'etichetta sua, la Artis, con sede a Pinerolo, e per essa incide una canzone, Auf Wiedersehen a Diano Marina, di cui è autore sia del testo che della musica.
Il brano ottiene un successo crescente, al punto che la Fonit Cetra decide di mettere sotto contratto Santiano e il suo complesso e di ripubblicare la canzone, con una nuova incisione, su 45 giri nel luglio 1960: il disco entra in hit-parade fino al dodicesimo posto (posizione che occupa per una settimana), ed alla fine dell'anno risulterà essere il ventinovesimo disco più venduto del 1960, e la canzone entra nel repertorio di molte orchestre e complessi, venendo anche reincisa dal complesso di Felice Colasso e lanciata in Inghilterra in una versione tradotta da Carol Danell.
Giorgio Santiano pubblica altri dischi per l'etichetta, avvicinandosi al rock con canzoni come Gasperina rock e Amore e rock, al cha cha cha, al twist e agli altri balli di moda nel periodo, ritornando in classifica con Basta con le donne, che arriva fino al diciannovesimo posto nel 1961
Nel 1963 la Artis ristampa nuovamente Auf wiedersehen a Diano Marina (nella versione originale); Santiano incide poi in estate Ci rivedremo ad Arma di Taggia, con il suo complesso (che ha preso la denominazione The 55 Springs), che però non ripete il successo del brano precedente.
Negli anni successivi il gruppo di Santiano diventa il complesso fisso della Taverna Fieramosca di Diano Marina, di proprietà della signora Dina Degasperis, zia di Alberto Fortis (e compagna del musicista); in seguito Giorgio Santiano scopre il cantautore suo concittadino Mario Scrivano, e con lui scrive nel 1968 la musica della canzone Sole in città (con testo di Domenico Seren Gay e Claudio Nobbio) che Scrivano incide nello stesso anno, e nel 1969 le musiche di Biafra e Miserere per Praga.
Dopo un altro album inciso nel 1969 (con Leo Lagorio al sax, in seguito nei Celeste), continua l'attività dal vivo; collabora poi con Alberto Fortis, trascrivendo in musica il brano del cantautore di Domodossola È forse vita, che diventerà poi la suite contenuta nell'album Tra demonio e santità.
In SIAE sono depositate a suo nome 146 canzoni.

## Discografia parziale

### Album
- 1957: Giorgio Santiano fisarmonica e ritmi (Embassy, ER 8027)
- 1958: Giorgio Santiano e il suo complesso (Embassy, ER 8027)
- 1959: Giorgio Santiano e il suo complesso (Artis, SP 52)
- 1969: Dance with me (Kansas, LP 4)

### EP
- 1959: Ballando con Giorgio Santiano e il suo complesso (Artis, EP 001)
- 1960: Paolo Comorio nell'America Latina (Artis, EP 005)

### Singoli
- 1959: Margaret/Solo te (Artis, SP 001)
- 1959: Auf wiedersehen a Diano Marina/Coro a bocca chiusa (Artis, SP 002)
- 1959: Il tuo diario/Lella (Artis, SP 003)
- 1959: Marina I'll Love You/La via del sole (Artis, SP 004)
- 1959: Non piove più/Note di un concerto (Artis, SP 005)
- 1959: Mai mi capirai/Stelle (Artis, SP 006)
- 1959: Love And Sobs/Da te con te (Artis, SP 007)
- 12 luglio 1960: Auf wiedersehen a Diano Marina/Amore e rock (Cetra, SP 883)
- 1960: Non cercatemi/Non sei teddy girl (Cetra, SP 884)
- 1960: Gasperina rock/Nessuno mi vuol bene (Cetra, SP 885)
- 1960: Cotto da far pietà/Come un sole (Cetra, SP 951)
- Dicembre 1960: Basta con le donne/Non parlar (Cetra, SP 952)
- 1961: Buonanotte Monaco/Al gatto non fare così (Cetra, SP 1027)
- 1961: Cerco la mia ragazza/Continuerò a credere (Cetra, SP 1028)
- 1961: Strega/Ubriaco di cha cha cha (Cetra, SP 1031)
- 1962: Baby twist/Piangere (Cetra, SP 1107)
- 1962: Estate a Sanremo/Un amore a Sanremo (Artis, SP 045)
- 20 febbraio 1963: Auf wiedersehen a Diano Marina/Buonanotte Monaco (Artis, SP 002)
- 1963: Ci rivedremo ad Arma di Taggia/Te ne vai (Artis, SP 052)
- 1964: La Madoni-na 'd Pinereul/Pinerolesina (Artis, SP 101)
- 1969: Tramonto di un amore/Estate meravigliosa (Kansas, DMP 1079)